# 杉井静子
杉井 静子（すぎい しずこ、1944年 〈昭和19年〉- ）は、日本の弁護士、評論家。中国・青島生まれ。東京都立立川高等学校卒業、中央大学法学部卒業。1969年弁護士登録。平和・民主・革新の日本をめざす全国の会代表世話人。都留文科大学ジェンダー学入門非常勤講師。日弁連・両性の平等に関する委員会委員長、家事法制委員会委員長、第二東京弁護士会副会長、関東弁護士会連合会理事長などを務めた。2009年にひめしゃら法律事務所を設立・所長。

## 活動
- 昭島市が、元夫による家庭内暴力（DV）の被害者を守るために必要な手順を踏まなかったとして、同市の５０代女性が１６日、市に慰謝料を求める裁判で、弁護人を務めた[1]。

## 主張
- 選択的夫婦別姓制度導入に賛同する[2]。「憲法24条1項では『婚姻は両性の合意のみに基づいて成立し』とされていて、両性の合意さえあれば婚姻は成立し、夫婦が同姓でなければならないとは規定されていない。民法は憲法に違反しており『無効』。」と主張している[3]。
- ハラスメントについて、「非正規雇用が広がり、労働者が人として扱われず、成果主義の導入で一人ひとりが分断されている状況が社会全体に広がってハラスメントが起きている。個人の問題にせず、社会問題として取り組む必要がある」とする[4]。

## 著書
- 『オフィスにもちこまれる性 セクシュアル・ハラスメントの探求』村瀬幸浩共著　大月書店　1990
- 『セクシュアル・ハラスメント処方箋 職場の新しい男女関係 弁護士からのアドバイス』アドア出版　1990
- 『事件に見る親と子の余白』新日本出版社　1996
- 『新しい法と自分らしい生き方 女性のための法律学』新日本出版社　1999
- 『あなたと考える憲法・国民投票法 見つめよう子どもの未来』ケイ・アイ・メディア　2006　へいわの灯火ブックレット
- 『格差社会を生きる 男と女の新ジェンダー論』かもがわ出版　2008
- 『たかが姓、されど姓 家族の変化と民法改正の焦点』かもがわ出版　2010
- 『ドキュメント　離婚事件』共著　新日本法規出版　2021
- 『ジェンダー平等社会の実現へ――「おかしい」から「あたりまえ」に』日本評論社　2023

## 参考
- 格差社会を生きる―男と女の新ジェンダー論 - 紀伊国屋書店BookWeb